# ظفرة (الملتحمة)
الظفرة (حافة العين) تشير غالبا إلى النمو المعتدل للملتحمة. وتنمو عادة الظفرة من الجانب الأنفي من الصلبة العينية. ويعتقد ان هذا يرتبط مع الأشعة فوق البنفسجية الناتجة عن التعرض للضوء (على سبيل المثال اشعة الشمس) وانخفاض نسبة الرطوبة والغبار. ان امتداد الملتحمة على جانب الأنف ربما يكون نتيجة للتعرض لأشعة الشمس ومرورها أفقيا من خلال القرنية، حيث تخضع للانكسار ويصبح تركيزها عاليا على منطقة حوف القرنية. ان اشعة الشمس تمر بدون عائق من الجزء الجانبي من العين، مع التركيز على الحوف الوسطي بعد مرورها من خلال القرنية. على الجانب المقابل للجانب (الوسطي) فان ظل الأنف يقلل بشكل إعلامي شدة أشعة الشمس التي تركز على الحوف الجانبي / تالصدغي.

## علم الأمراض

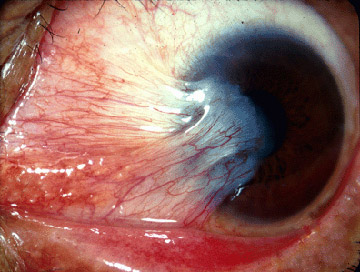
نمو الظفرة فوق القرنية

تتسم الظفرة في الملتحمة بالمرونة القليلة بسبب الكولاجين (المران السفعي ) وبالانتشار الليفي الوعائي. ولديها تعزيز جزئي يدعى رأس الظفرة، والذي يكون مرتبطا بالجسم الرئيسي للظفرة من رقبته. أحيانا يمكن أن يرى خط ترسب الحديد المجاور لرأس الظفرة ويسمى خط ستوكر. ويمكن لموقع الخط ان يعطي مؤشرا لنمط نمو الظفرة.
ان السبب الدقيق لنمو الظفرة غير معروف، ولكنه يترافق مع التعرض المفرط للرياح وأشعة الشمس أو الرمل. ولذلك فإنه من الأرجح أن تحدث للسكان الذين يعيشون في مناطق قريبة من خط الاستواء، وكذلك في المواقع العاصفة. وبالإضافة إلى ذلك، فان الظفرة يحتمل ان تصيب الرجال بمعدل الضعف مقارنة بالنساء.
تشير بعض الأبحاث إلى الاستعداد الوراثي بسبب تعبير فيمنتين، الذي يشير إلى الهجرة الخلوية بواسطة تطوير رأب (ترقيع) القرنية الجنينية، وهي الخلايا التي تنشأ في الطبقات من القرنية. هذه الخلايا تعرض نماذج تزايد تعبيرp53 وسببه على الارجح وجود عجز في الأورام السرطانية الكابتة للجينات. هذه المؤشرات تعطي انطباعا من حوف القرنية المهاجرة لأن منشأ خلايا الظفرة بدأ في الحقيقة من الظهارة الحوفية.
نمو الظفرة يتألف من شرائح متعددة:
- تصحيحات فوشس (الشوائب الرمادية اللحظية التي تتشتت بالقرب من رأس الظفرة)
- خط ستوكر (الخط البني الذي يتألف من الرواسب الحديدية)
- هود (جزء من الليفية غير الوعائية من الظفرة)
- رأس (ذروة الظفرة، وعادة ما أثيرت الوعائية بشكل عالي)
- الجسم (الجزء المرتفع السمين المزدحم بأوعية ملتوية)
- الحافة العليا (الحافة العليا بالنسبة للثلاثي أو على شكل جناح مجزأ من الظفرة)
- الحافة السفلى (الحافة السفلى بالنسبة للثلاثي أو على شكل جناح مجزأ من الظفرة).

## الوقاية
كما أن التهاب الملتحمة يرتبط بالتعرض المفرط للشمس أو الرياح، فان ارتداء نظارات شمسية واقية مع أغطية جانبية و/ أو قبعات ذات حواف واسعة واستخدام الدموع الاصطناعية طوال اليوم قد يساعد في منع تكوين أو إيقاف المزيد من نمو الظفرة. وينبغي على راكبي الأمواج والرياضيين المختصين بالرياضة المائية ارتداء حماية للعينين التي تمنع 100 ٪ من الأشعة فوق البنفسجية من المياه، وغالبا ما يستخدم من قبل الرياضيين المشاركين في الرياضات الثلجية.

## الأعراض
أعراض الظفرة تشمل الاحمرار المستمر والالتهابات والإحساس بجسم خارجي وتمزيق الجفن الذي يمكن ان يسبب نزيفا وجفاف العينين والحكة. في الحالات المتقدمة يمكن أن تؤثر الظفرة على الرؤية كما يجتاح القرنية احتمالية التعتيم (الزوال) في المركز البصري للقرنية وإحداث ندوب لا بؤرية بالقرنية.

## المعالجة
اليوم هناك مجموعة متنوعة من الخيارات المتاحة للتعامل مع الظفرة ابتداء من العلاج الإشعاعي إلى زراعة غشاء الملتحمة بالتطعيم الذاتي أو الأمنيوسي إلى جانب اللصق وتطبيقات خياطة الجروح. وإذا كان نمو الظفرة ورما حميدا فان الظفرة عادة لا تتطلب عملية جراحية إلا أنها تنمو وتكبر لحد يجعلها تغطي البؤبؤ وتعيق الرؤية أو تعرض الأعراض الحادة. ويمكن معالجة بعض الأعراض المزعجة والمهيجة بالدموع الاصطناعية. ومع ذلك، لا يوجد علاج طبي موثوق به للحد من أو حتى منع تطور الظفرة. يتم العلاج النهائي من خلال الاستئصال الجراحي وبالمتابعة طويلة الأجل للظفرة كما هو مطلوب الا انها قد تتكرر حتى بعد التصحيح الجراحي الكامل.
إذا كان تكرر ظهور الظفرة بعد الجراحة أو إذا اعتقد ان تكرار ظهورها يمكن ان يهدد الرؤية، فمن الممكن استخدام السترونتيوم(90Sr) لعلاج اللوحة. 90Sr هو عبارة عن مادة مشعة تنتج جسيمات بيتا، والتي تنفذ على مسافة قصيرة جدا في القرنية عند موضع العملية. إنها تمنع إعادة نمو الأوعية الدموية التي تحدث مع عودة نمو الظفرة. هذا العلاج يتطلب بعض التخدير الموضعي في العين، ومن الأفضل القيام به في الوقت الذي تم به استئصال الظفرة أو في نفس اليوم.
ان اللوحة 90Sr هو قرص معدني مقعر قطره نحو1-1.5 سم وهو مجوف ومليء بملح السترونتيوم غير القابل للذوبان. ان الجانب الموضوع على العين هو غشاء فضي رقيق جدا وحساس من شأنه أن يحتوي على السترونتيوم ولكن يسمح لجسيمات بيتا بالفرار. ويجري التحكم في جرعة الإشعاع في الملتحمة بالوقت الذي يتم فيه ترك اللوحة على اتصال مع السطح. ان سلامة أسطح اللوحة من الأهمية بمكان للحيلولة دون تعرض المرضى وبحيث يتم مسح اختبارها لمعرفة ما إذا كان هناك أية مواد مشعة هاربة. ومن الواضح أن ينبغي إجراء هذا الاختبار بلطف شديد للغاية.
ان التطعيم الذاتي للملتحمة هو الأسلوب الجراحي الفعال والامن الذي يتم إجراءه لإزالة الظفرة. وعند إزالة الظفرة، يتم أيضا استخراج النسيج الذي يغطي الصلبة العينية المعروفة باسم الملتحمة. في التطعيم الذاتي للملتحمة يتم استبدل الصلبة العارية مع الأنسجة التي يتم ازالتها جراحيا من داخل الجفن العلوي للمريض. هذا «النسيج الذاتي» يتم إعادة زرعه في الصلبة العارية ويثبت باستخدام الخيوط الجراحية أو لاصق الأنسجة أو لاصق الغراء.
زراعة الغشاء الأمنيوسي هو إجراء فعال ومأمون لإزالة الظفرة. ان زراعة الغشاء الأمنيوسي يقدم بدائل عملية واسعة النطاق لاعادة زراعة الملتحمة ذاتيا وتطعيمها لإزالة الظفرة. زراعة الغشاء الأمنيوسي الذي تم اخذه من الطبقة العميقة للمشيمة البشرية وقد استخدمت لاستبدال وتضميد الأسطح المخاطية المتضررة بما في ذلك إعادة بناء ناجحة لسطح العين. وقد استخدمت كمادة جراحية منذ 1940، وقد تبين أن لها تأثير قوي لمكافحة تأثير اللصق المضاد.
إن استخدام الطعم الأمنيوسي يسهل الاندمال والالتئام بتشكل النسيج الظهاري وهو مضاد للالتهابات فضلا عن خصائص تجديد السطح. ويمكن أيضا لزراعة الغشاء الأمنيوسي ان تركز على الصلبة العينية باستخدام الخيوط الجراحية أو لاصق الغراء..
ان زراعة الغشاء الأمنيوسي مع استعمال غراء تيسل وميتوميكن- سي أظهرت نتائج ممتازة باستخدام مستحضرات تجميل لجعل سطح العين خال من الإحمرار واثار الخياطة أو البقع مما يجعل سطح العين ملائم لجراحة تصحيح الرؤية في وقت اقرب.

## وصلات خارجية
- وسائل الإعلام تصل إلى الظفرة في ويكيميديا كومنز
- حقائق حول القرنية وأمراض القرنية  المعهد الوطني للعيون (ان أي آي)
- الظفرة eMedicine WebMD مقال عن الظفرة متواجد على الإنترنت (لمحة عامة والتشخيص التفاضلي والعمل والعلاج والدواء والمتابعة)
- جراحة الظفرة مع فيديو التطعيم الذاتي للملتحمة من فيديوهات المجلة الطبية الأمريكية